# Acrodactyla rufotibiator
Acrodactyla rufotibiator là một loài tò vò trong họ Ichneumonidae.